# 维斯卡尔多堡
维斯卡尔多堡（義大利語：Castel Viscardo）是意大利翁布里亚大区特尔尼省的一个市镇。总面积26.25平方公里，人口3101人，人口密度118.1人/平方公里（2009年）。ISTAT代码为「055010」。

## 地理
該鎮位於佩魯賈西南約60公里，特爾尼東北約35公里，地处阿夸彭登泰、阿莱罗纳、乔治堡、奥尔维耶托的邊界。
蒙特鲁比亚廖（Monterubiaglio）是维斯卡尔多堡下面的一個小山頭村。“蒙特鲁比亚廖”（Monterubiaglio）字面意思是「紅色的蒜山」。蒙特鲁比亚廖大約有600居民，但在夏季人口會增加，因為它是一個熱門的度假勝地。
自2006年以來，聖安塞姆學院的古典學系已挖掘了蒙特鲁比亚廖下面的伊特鲁里亚罗马（Etrusco-Romano）遺址 ，已挖掘到從公元前8世紀到公元10世紀的一些結構。
當地的第一產業是農業，特別是葡萄種植和奥尔维耶托葡萄酒，其中最出名的是「奧維多經典」（Orvieto Classico）白酒。然而，最近一些葡萄種植者已經發明了一個名為「蒙魯比奧」（Monrubio）的新品牌紅酒。